# Sirventês
O sirventês ou sirventes foi um gênero poético utilizado pelos trovadores da Occitânia. A estrutura poética do sirventes não difere da canso. Sua singularidade reside exclusivamente no conteúdo temático, pois a forma aborda temas satíricos, pessoais, religiosos, políticos e morais, em vez do tradicional Amor Cortês.

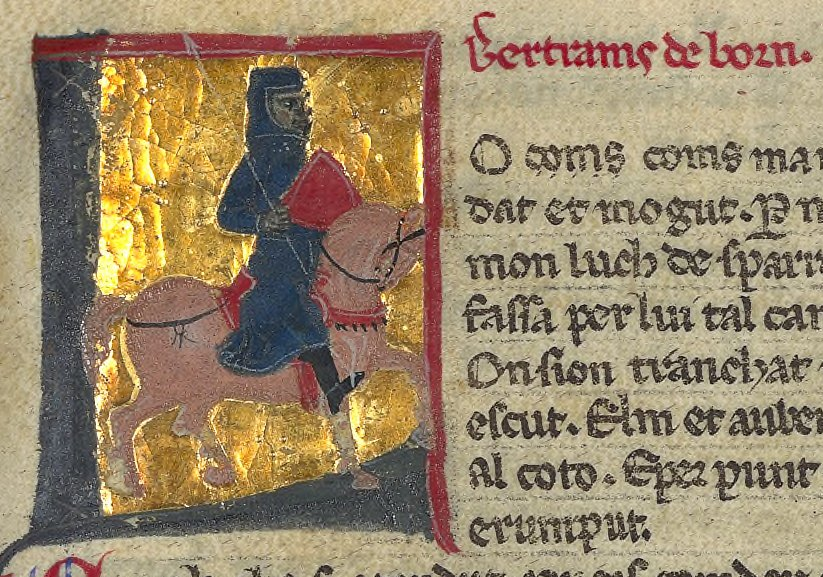
Bertran de Born era considerado o mestre do sirventes político.

Uma interpretação metafórica sugere que o gênero atuava como ‘servo’ da canso, pois o poeta versejava em um modelo preexistente dela. O sirventês é, portanto — e na maioria das vezes — um contrafactum.
Contudo, na poética trovadoresca, a imitação formal nunca foi obrigatória: os poetas tinham liberdade para criar esquemas estróficos, rimáticos, métricos e melodias originais. A regra de imitar estruturas preexistentes só foi escrita a partir do século XIV, com o tratado Leys d'Amors.
O primeiro sirventês escrito é de autoria do trovador Cercamon.

## Subgêneros
Subgêneros incluem:
- Sirventes-joglaresc: sirventês caracterizado por um tom satírico voltado à crítica de jograis.[5]
- Sirventes-ensenhamen: poema didático que descrevia o repertório técnico-artístico que um jogral deveria dominar.
- Canso-sirventes: fusão entre o sirventês e a canso, em que um tom moralizante inicial se mesclava, muitas vezes repentinamente, a louvores dirigidos à musa do poeta.

Nenhum deles atingiu a popularidade da forma genérica e padrão do sirventês.